# Zoomates
Zoomates è un cortometraggio d'animazione statunitense scritto e creato da Seth MacFarlane e diretto da Butch Hartman. Fu trasmesso su Nickelodeon il 18 ottobre 1998 all'interno del contenitore Oh Yeah! Cartoons e venne registrato con pubblico in studio.

## Trama
Un'attivista di nome Helen cerca di aiutare tre animali di uno zoo ad adattarsi alla vita umana. Essi sono l'orso polare Paul, il coccodrillo Mark e lo struzzo Warren e, una volta ospitati in un residence, cercano di vivere come gli umani e gestirsi da soli, fallendo miseramente e distruggendo il residence agli occhi di Helen.